# コックス (衣料品)
株式会社コックス（英: Cox Co., Ltd.）は、東京都中央区に本社を置くイオングループのカジュアルファッション衣料専門店。

## 沿革
- 1957年（昭和32年） - 静岡県浜松市に、洋品店「有楽堂」を個人創業。[1]
- 1966年（昭和41年） - 「有楽堂」を法人化すると同時に、(旧)株式会社コックス(以降、旧・コックス)に社名変更。ヤングカジュアルファッションチェーン店を展開。
- 1973年（昭和48年）5月 - ジャスコが全額出資して、婦人服専門店株式会社エミーズ設立。
- 1981年（昭和56年） - 旧・コックスがジャスコと提携。
- 1983年（昭和58年） - 旧・コックスの経営者が、ジャスコに経営権を譲渡。
- 1984年（昭和59年）
  - 11月 - 旧・コックスと合併。
  - 12月 - 社名を株式会社コックスに変更。
- 1990年（平成2年）8月 - 株式を店頭公開（現在の東京証券取引所JASDAQスタンダード）。
- 2010年（平成22年）8月 - 同じイオングループの株式会社ブルーグラスと合併[2]。ブルーグラスが展開していた店舗を全て引き継ぐ。
- 2011年（平成23年）6月 -「コックス公式オンラインショップ」の運営開始。
- 2013年（平成25年）10月 -物流センターを静岡県浜松市に統合。
- 2014年（平成26年）3月 -オムニチャネル化推進として「コックスメンバーズクラブ」によるCRM事業開始、コミュニケーションツール「コックスファッションアプリ」を開発。
- 2015年（平成27年）3月 -「コックスファッションアプリVer 2.03」をリリース。オムニチャネル推進のため全店舗ショップブログを導入
- 2016年（平成28年）9月 -コックスコーポレートサイトを全面リニューアル
- 2016年（平成28年）10月 -公式通販サイト「コックスオンラインストア」を全面リニューアル
- 2017年（平成29年）5月-EC限定の新レディスブランド「notch. （ノッチ）」をスタート
- 2017年（平成29年）10月-チャットボットを活用した採用システム「オートークビズ」を導入
- 2018年（平成30年）2月-商品納入に環境・作業負担に配慮した「EcoBizBox」を運用開始
- 2018年（平成30年）9月-人脈を活かして人員を確保する「リファラル採用」を導入開始
- 2019年（平成31年）1月-公式オンラインストアにてサイズ比較システム「Virtusize」を導入
- 2019年（平成31年）1月-公式オンラインストアにてインスタグラム画像検索・収集・反映する「visumo」導入
- 2019年（平成31年）1月-公式オンラインストアにて後払い決済システム「後払い.com」を導入
- 2019年（平成31年）2月-29店舗にキャッシュレス決済「PayPay」を先行導入
- 2019年（令和元年）5月-EC限定の新ブランド「NO NEED （ノーニード）」をスタート
- 2020年（令和2年）9月-東京駅の八重洲地下街にファッションマスク専門店「Mask.com（マスクドットコム）八重洲地下街店」をオープン

## 展開ブランド
- ikka（レディース・メンズ・キッズ）
- GRAND PHASE（メンズ）
- Sens de vie（レディース）
- LBC（レディース）
- VENCE share style（レディース・メンズ）
- TOKYO DESIGN CHANNEL（ユニセックス・オンライン限定）
- notch. （レディース・オンライン限定）
- NONEED （ユニセックス・オンライン限定）
- Mask.com（ファッションマスク）

## 展開ショップ屋号
- ikka
- ikka LOUNGE（新業態ストア）
- LBC
- Lbc with Life（新業態ストア）
- VENCE EXCHANGE
- VENCE share style（新業態ストア）
- CURRENT
- CIQUETO（大型ストア複合店鋪）